# A. Nattermann
A. Nattermann & Cie. ist ein Pharmaunternehmen mit dem Sitz früher in Köln-Bocklemünd (Nattermannallee 1), jetzt in Frankfurt am Main (Brüningstr. 50).

## Gründung
Der erste Hinweis auf die Firma A. Nattermann & Cie. findet sich in der Kölnischen Volkszeitung vom 21. Januar 1906 unter der Rubrik „Handelsregistereintragungen“. Sie hatte die Rechtsform einer oHG mit zwei persönlich haftenden Gesellschaftern, dem Namensgeber August Nattermann und Rudolf Lappe. August Nattermann (* 29. März 1861 in Köln, 9. Dezember 1923 ebenda) studierte Pharmakologie in Köln und richtete mit seiner Frau Augusta Baur im Nachbarhaus seines Schwiegervaters die „Augusta Drogerie“ in der Stephanstraße 13 (nahe St. Maria im Kapitol) ein. Er kannte den offiziellen Arzneimittelkatalog und verfügte über praktische Erfahrung in apothekengerechter Arzneizubereitung. Dieses Wissen nutzte er als 45-Jähriger bei der Gründung eines Pharmaunternehmens. Als Partner fand er den Kaufmann Rudolf Lappe (* 17. April 1878 in Wuppertal-Barmen, 27. Februar 1954 in Köln), der gerade die kaufmännische Ausbildung bei der Kölner Drogenhandlung Coenen & Dr. Schieffer absolviert hatte.
Beide begannen, Fertigpräparate mit standardisiertem Arzneigehalt zu entwickeln – ein Novum, das auf dem Markt von Anfang an erfolgreich war. Im März 1909 erschien im Handelsregister Rudolf Lappe als alleiniger Inhaber und führte die Firma Nattermann fort. August Nattermann blieb als Gesellschafter beteiligt und kooperierte indes mit dem Apotheker und Chemiker Heinrich Schieffer, mit dem er seit 1912 unter der Bezeichnung „Dr. Schieffer“ Naturheilmittel wie Stoffwechselsalz, Blutreinigungstee und Eisentinktur vertrieb. August Nattermann forschte weiter bis 1923 und starb im Alter von 62 Jahren in Köln.

## Fabrikunternehmen
Seine Erben und sein Partner Rudolf Lappe führten die Firma fort. 1926 baute die Firma Nattermann an der Eupener Straße 159a-161 die erste eigene Fabrik zur Erforschung, Entwicklung und Herstellung pflanzlicher Arzneimittel. Das Unternehmen stellte zunächst „nicht ethische“, also frei verkäufliche Präparate her, später folgten „ethische“ rezeptpflichtige; es spezialisierte sich frühzeitig auf Arzneipflanzenkunde. Ein frühes Produkt aus diesem Werk war der Blutreinigungstee „Nattermann“. Das Unternehmen baute eine eigene Forschungsabteilung auf, aus der Markenartikel hervorgingen (Biovital ist das Kombinationsarzneimittel mit der längsten Tradition, patentiert 1917; fettzehrender Stoffwechsel-Tee Ramend, 1934; Hustenmittel Bronchicum; Magen- und Darmmedikament Colagogum; Lipidsenker Lipostabil). Soja- (Lipostabil), Artischocken- (Colagogum) oder andere pflanzliche Extrakte waren Kern der Nattermann-Forschung.

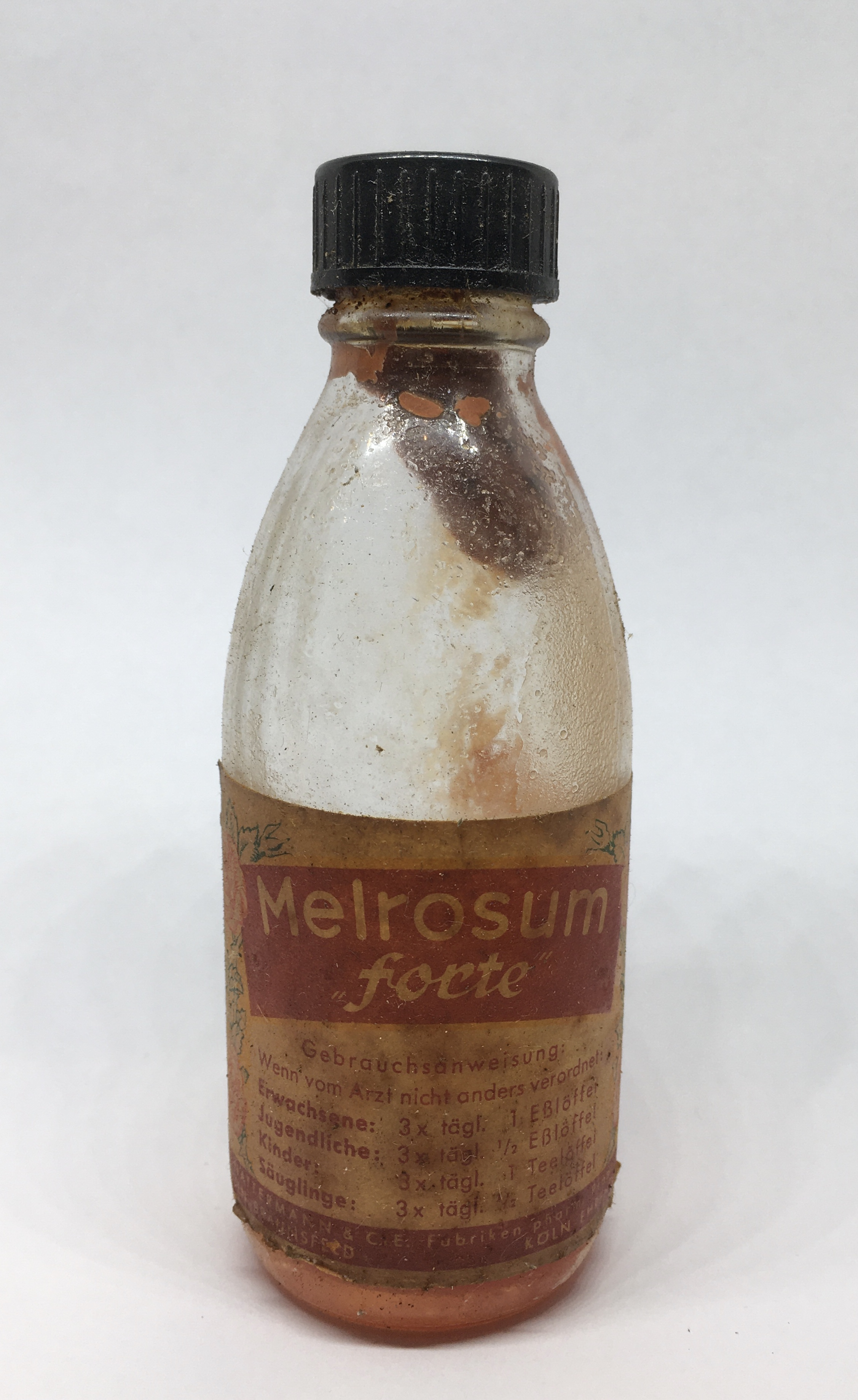
Hustensirup Melrosum forte von Nattermann.

Von A. Nattermann stammte auch Kobalt‑Ferrlecit, ein neben Kobalt auch Mangan, Kupfer, Eisen und Lecithin enthaltendes Präparat gegen Anämien. 1950 wurden mit 284 Mitarbeitern 4,2 Millionen DM umgesetzt, 1964 mit 654 Beschäftigten 24,4 Millionen Mark. 1974 erzielten 2495 Mitarbeiter einen Umsatz von weltweit 248 Millionen Mark, 1980 waren es rund 2000 Mitarbeiter und 315 Millionen Mark. Seit 1952 gehörte die „Dr. Schieffer Arzneimittel GmbH“ zum wachsenden Nattermann-Konzern. Das Warenzeichen „Phytostandard Nattermann“ galt als eine exakt bestimmbare, gleichbleibende Wirkstoffzusammensetzung und wurde 1956 zum Qualitätssiegel moderner Naturarzneimittel. Als nach der Ärzteschaft auch die anfangs noch zögernden Apotheker die daraus resultierenden Vorteile erkannten, war Nattermanns Aufstieg in die Spitzengruppe der deutschen Pharmahersteller nicht mehr aufzuhalten. Nattermann rangierte schließlich auf Platz 6 der größten Arzneimittelhersteller in der Bundesrepublik. Im Jahre 1958 stellte die Firma die ersten Tuben-Tee-Präparate vor, um das genuine Wirkstoffgefüge der Heilpflanzen zu erhalten.
Die Fabriken pharmazeutischer Präparate A. Nattermann & Cie hatte Standorte in Köln-Braunsfeld und Köln-Ehrenfeld. Für den neuen Firmenstandort in Köln-Bocklemünd erfolgte 1965 die Grundsteinlegung in der Nattermannallee 1. Sie wurde – wie viele Kölner Straßen – auf Drängen Kölner Unternehmen nach dem Firmengründer benannt. Bei Erdarbeiten fand man hier die nördlichste bandkeramische Siedlung Kölns aus etwa 4200 v. Chr., die teilweise ausgegraben wurde. Es entstand ein markantes Verwaltungsgebäude auf einer Fläche von 37000 m³ mit Produktionsanlagen und einer Anbaufläche für Heilpflanzen, in das die Firma im August 1967 einzog. 1972 steigerte die Firma ihren Umsatz von 176 auf 193 Millionen DM, der Weltumsatz stieg von 227 Mio. DM auf 244 Millionen DM, wobei sich Nattermann eine starke Marktposition auf den Gebieten Laxativum (Depuran) und Respiration (Bronchicum) verschaffte. 1973 entstand in Bocklemünd ein Pharmawerk, das die über Köln verstreuten Betriebsteile zusammenfasste. Der Sohn des Mitgründers, Rolf Lappe (* 3. Mai 1912 in Köln; † 11. März 1992 ebenda), war bis Mai 1980 Geschäftsführer und wechselte in den Aufsichtsrat. 1981 geriet Nattermann erstmals wegen der so genannten „Negativliste im Gesundheitswesen“ in die Verlustzone, so dass Expansionspläne das mittelständische Familienunternehmen 1981 zum Kauf des US-Pharmazieherstellers „Lemmon Company, Sellersville“ für 20 Millionen US-$ bewogen. Doch die verlustreiche US-Tochter brachte Nattermann noch weiter in die Verlustzone, so dass Nattermann 40 % des Grundstücksbesitzes, insbesondere die Kölner Hauptverwaltung, im Rahmen eines Sale-Lease-Back 1983 für 42 Millionen DM an die Deutsche Anlagen-Leasing GmbH veräußern musste. Der im Jahre 1983 entstandene Gewinn von über 10 Millionen DM stammte überwiegend aus der Realisierung stiller Reserven, die aus der Sale-Lease-Back-Transaktion resultierten. Bis Januar 1985 schloss Nattermann die Konzentration der Fertigungsbetriebe auf dem Firmengelände in Bocklemünd ab, hierfür beliefen sich seit 1965 die Baukosten auf 200 Millionen DM.
Im Dezember 1985 konnte die verlustbringende US-Tochter Lemmon zu 13 Millionen US$ an Teva verkauft werden, was die wirtschaftliche Krise von Nattermann jedoch nicht beseitigte. Die Familiengesellschafter waren nicht in der Lage, die aufgelaufenen Verluste auszugleichen.

## Unternehmensverkauf
In der Folge wurde im September 1986 das Familienunternehmen Nattermann an den französischen Chemie- und Pharmakonzern Rhône-Poulenc verkauft. Im Dezember 1999 fusionierte dieser mit der Hoechst AG und gründete ein neues Unternehmen namens Aventis, das wiederum im Dezember 2004 von Sanofi übernommen wurde. Seitdem gehört nunmehr Nattermann zu Sanofi. Unter der Regie von Sanofi sind an der Bocklemünder Nattermannallee heute 440 Mitarbeiter mit der Produktion von jährlich 100 Millionen Arzneimitteln beschäftigt. Nattermann fertigt rund 15 % seiner Präparate für den deutschen Markt, 85 % gehen in den Export in alle Welt, vor allem nach Frankreich.
Das Verwaltungsgebäude wurde im April 2002 in den Biotechnologiepark „BioCampus Cologne“ eingebracht, in welchem Nattermann weiterhin seinen Sitz hat. Die ehemalige Hauptverwaltung wurde bis Januar 2006 saniert.